# Over the Rainbow (Angel)
Over the Rainbow conocido en América Latina y en España como Otra dimensión. Es el vigésimo episodio de la segunda temporada de la serie de televisión estadounidense Ángel. Escrito por Mere Smith y dirigido por Fred Keller. El episodio se estrenó originalmente el 8 de mayo del año 2001 por la WB Network. En este episodio Ángel y la pandilla están buscando a Cordelia desesperadamente quien ha sido enviada accidentalmente a Pylea, la dimensión de Lorne.

## Argumento
Luego de descubrir sorprendidos la desaparición de Cordelia, Angel, Wesley y el alfitrion comienzan a buscarla hasta que concluyen que fue transportada a la misma dimensión que Landok.
En la dimensión de Landok y Lorne llamada Pylea, Cordelia es perseguida por una especie de perro demonio hasta que aparece su dueño, quien llama a Cordelia una "vaca" y la vende a una mujer demonio llamada Vakma. Tras ser comprada, le ponen un collar con el que es obligada a convertirse en una esclava.
En L.A. Ángel y Wesley buscan una manera de abrir el portal mientras lidian con la venida de Gavin Park un abogado de Wolfram&Hart quien advierte que el despacho de abogados está interesado en comprar el Hyperion una vez que el contrato de seis meses de Investigaciones Ángel se venza. Ángel está más interesado en encontrar a Cordelia y les advierte a los abogados que no entregara el hotel. Mientras en tanto Gunn rechaza la oferta de dejar L.A. con el temor de seguir perdiendo a sus amigos.
El alfitrion por su parte busca a su amiga Aggie para que lo ayude a encontrar un lugar místico para abrir un portal. La chica que al parecer también es anagogica accede buscar el lugar con la condición de que Lorne vaya también, pues "ve" en el aura del mismo que necesita visitar su dimensión natal aunque sea por última vez para arreglar sus problemas personales.      
En Pylea Cordelia es obligada a limpiar los desechos de caballos hasta que es contactada por Fred la chica de sus visiones, enloquecida después de todos sus años en la dimensión. Fred se muestra muy interesada en la forma en la que vino Cordelia y la interroga al respecto, pero al conversación es interrumpida cuando un superior con unos guardias atrapan a Fred. Unas cuantas horas más tarde Cordelia tiene una visión ante los ojos de varios habitantes de Pylea que creen que Cordelia es una hechicera y la llevan los superiores de la dimensión. Cordelia es sometida a unos exámenes especiales para determinar si es o no es una hechicera. Cuando se finalizan las pruebas, los superiores diagnostican a Cordelia como una enferma y se la llevan para determinar su destino. 
De regreso en L.A. Ángel manda un mensaje de voz a una persona desconocida, mientras se prepara con Wesley y el alfitrion para abrir un portal en Pylea. Según el lugar que marca Aggie, el lugar del portal es un estudio de películas. Antes de partir Gunn se suma a la aventura, revelando que fue el quien recibió el mensaje de despedida Ángel. Con el libro en mano Wesley lee el pasaje y un portal se abre, transportando a los cuatro a la otra dimensión, dejando atrás el libro.
Al llegar ilesos, Wesley y Gunn quedan alegres por no haberse fusionado en el transcurso, Ángel se alegra por no quemarse con la luz ultravioleta de Pylea y Lorne no puede evitar estar preocupado. Los cuatro se abren camino por Pylea bajo la guía de Lorne que los trae al hogar de un amigo de su infancia y digno de confianza, desafortunadamente el amigo no se muestra feliz con Lorne y llama a varios guerreros para capturarlos. El cuarto pone valientemente resistencia pero son derrotados y traídos ante la presencia de la princesa de Pylea: Cordelia!   

## Elenco
- David Boreanaz como Ángel.
- Charisma Carpenter como Cordelia Chase.
- Alexis Denisof como Wesley Wyndam Pryce.
- J. Agust Richards como Charles Gunn.

## Producción
El estudio donde la pandilla abre el portal es de Paramount Pictures, el estudio donde la serie se filma.

### Redacción
Aunque varios fanáticos especularon que la historia de Pylea se debió a que la actriz Julie Benz no estaba disponible para concluir el arco de Darla, el escritor Tim Minear confirmó que de hecho ya estaban hartos del "drama con Darla". y que querían que el final de temporada fuera "totalmente inesperado". Por otra parte Julie Benz comento que se fue porque los escritores habían "jugado con la historia tanto como les fue posible".

## Continuidad
- Fred y Cordelia se conocen.
- Aparece por primera vez Gavin Park, un abogado que aparece en la tercera y cuarta temporada.